# Роберт да Силва Алмеида
Роберт да Силва Алмеида (3. април 1971) бивши је бразилски фудбалер.

## Каријера
Током каријере играо је за Сантос, Гремио Порто Алегре, Коринтијанс Паулиста и многе друге клубове.

## Репрезентација
За репрезентацију Бразила дебитовао је 2001. године. За национални тим одиграо је 3 утакмице.

## Статистика
| Бразил | Бразил | Бразил |
| Год.   | Ута.   | Гол.   |
| ------ | ------ | ------ |
| 2001   | 3      | 0      |
| Укупно | 3      | 0      |